# 逢地真理子
逢地真理子（おうち まりこ）は、日本のフリーアナウンサーである。元は富山テレビ放送のアナウンサーであった。

## 人物
- 神奈川県横浜市出身で、明治大学文学部を卒業した。1月21日生まれで、血液型はO型である。
- バウスプリットに所属し、シャベールと業務提携している。

## 現在出演中の番組
- NHK-FM『歌謡スクランブル』のDJ・構成（隔週月曜日 - 土曜日）

## 過去の出演番組
- 日本テレビ「ルックルックこんにちは」
- アール・エフ・ラジオ日本『中本賢のヨコハマガサガサ探検隊』
- テレビ東京『朝はビタミン』
- テレビ東京『朝は楽しく』
- 月曜ゴールデン『西村京太郎サスペンス 十津川警部シリーズ48 江ノ電に消えた女〜十津川警部への挑戦状〜』（渡瀬恒彦版）（2012年10月22日、TBS）- アナウンサー 役
- 月曜名作劇場『西村京太郎サスペンス 十津川警部シリーズ3 伊豆踊り子号殺人迷路』（内藤剛志版）（2017年9月11日、TBS）- キャスター  役